# جاي ويلسون
جاي ويلسون (بالإنجليزية: Guy Wilson)‏ هو ممثل أمريكي، ولد في 21 نوفمبر 1985 بسان فرانسيسكو في الولايات المتحدة.

## أعمال

### مسلسلات
- اختلال ضال
- كاسل
- كولد كيس
- هاواي فايف أو

## وصلات خارجية
- جاي ويلسون على موقع IMDb (الإنجليزية)
- جاي ويلسون على موقع ألو سيني (الفرنسية)
- جاي ويلسون على موقع أول موفي (الإنجليزية)
- جاي ويلسون على موقع قاعدة بيانات الفيلم (الإنجليزية)
- جاي ويلسون على موقع كينوبويسك (الروسية)